# ميتشيو ياسودا
ميتشيو ياسودا (باليابانية: 保田 道夫) (مواليد 10 نوفمبر 1949)، هو لاعب كرة قدم ياباني سابق كان يلعب كحارس مرمى. سبق له أن لعب مع منتخب اليابان.

## وصلات خارجية
- ميتشيو ياسودا على موقع ناشيونال فوتبول تيمز (الإنجليزية)

- National Football Teams
- Japan National Football Team Database